# Corneliu Carp
Corneliu Carp, romunski general, * 1895, † 1982.